# Markus Hinterhäuser

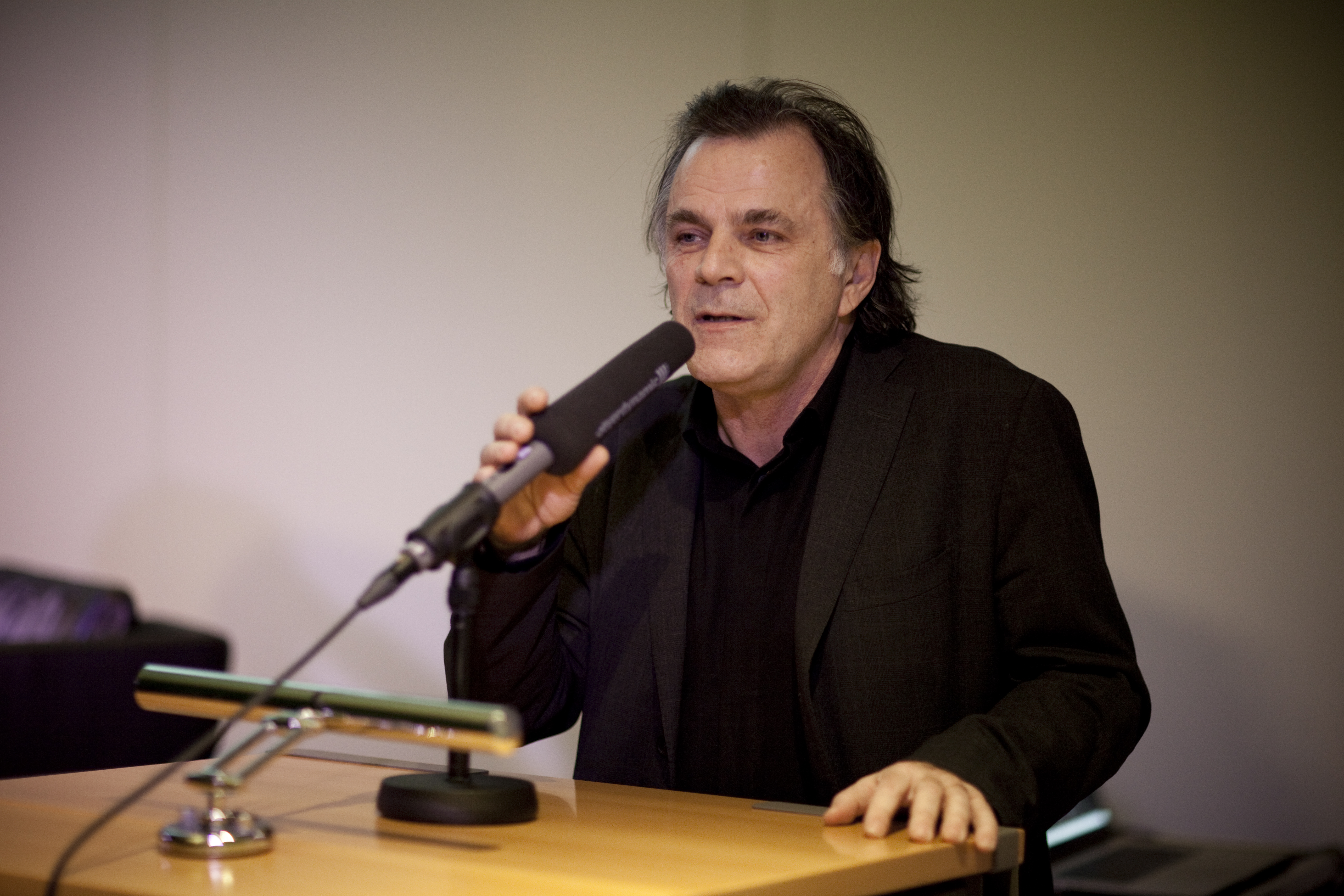
Markus Hinterhäuser (2018)

Markus Hinterhäuser (* 30. März 1958 in La Spezia, Italien (nach anderen Angaben: 1959)) ist ein österreichischer Pianist und Kulturmanager. Seit 2016 ist er Intendant der Salzburger Festspiele.

## Leben
Hinterhäuser ist der Sohn des Romanisten Hans Hinterhäuser. Er absolvierte sein Klavierstudium am Wiener Konservatorium und am Mozarteum Salzburg. Dort war er unter anderem Schüler von Elisabeth Leonskaja und Oleg Maisenberg. Als Kammermusiker arbeitete er schon bald mit dem Arditti-Quartett zusammen. Auch war er lange Zeit Begleiter der Sängerin Brigitte Fassbaender. Später engagierte er sich vor allem für die Musik des 20. Jahrhunderts. So spielte er unter anderem das gesamte Soloklavierwerk der Zweiten Wiener Schule sowie von John Cage, Morton Feldman und Galina Ustwolskaja ein.
Daneben ist er regelmäßig Gast bei vielen Festivals, etwa den Salzburger Festspielen, der Schubertiade Hohenems, dem Münchener Klaviersommer und dem Festival Wien Modern.
Hinterhäuser ist (mit Tomas Zierhofer-Kin) Gründer und langjähriger Leiter (1993–2001) des Zeitfluss-Festivals (Salzburger Festspiele) und von Zeit-Zone (Wiener Festwochen, seit 2002). Im Februar 2005 wurde er – anstelle des ursprünglich vorgesehenen Peter Schmidl – vom künftigen Intendanten Jürgen Flimm als Konzertdirektor der Salzburger Festspiele designiert und amtierte von 2007 bis 2011.
In der Saison 2011 war Hinterhäuser – aufgrund des vorzeitigen Abgangs von Jürgen Flimm – Übergangs-Intendant der Salzburger Festspiele. Von 2014 bis 2016 leitete er die Wiener Festwochen.
Seit 2017 hat er einen Fünf-Jahres-Vertrag als Intendant der Salzburger Festspiele. Im Mai 2019 wurde sein Vertrag um weitere fünf Jahre bis 2026 verlängert.
Im Februar 2023 beschloss das Kuratorium der Salzburger Festspiele eine Neuverteilung der Kompetenzen im Direktorium. Die Presse- und Medienarbeit wurde von Kristina Hammer an Intendant Markus Hinterhäuser übertragen. Im April 2024 wurde sein Vertrag vom Kuratorium einstimmig um eine dritte Amtszeit verlängert, Ausstiegsklausel inklusive.

## Auszeichnungen
- 2015: Österreichischer Musiktheaterpreis – Goldener Schikaneder in der Kategorie Bestes Festival für die Wiener Festwochen[9]
- 2021: Officier des Arts et Lettres[10]